# Коктем (Кызылординская область)
Коктем (каз. Көктем) — село в Аральском районе Кызылординской области Казахстана. Входит в состав Сапакского сельского округа. Код КАТО — 433259500.

## Население
В 1999 году население села составляло 306 человек (159 мужчин и 147 женщин). По данным переписи 2009 года, в селе проживало 247 человек (134 мужчины и 113 женщин).